# 突尼斯白鰩
突尼斯白鰩（學名：Leucoraja melitensis），為軟骨魚綱鰩目鰩科白魟屬的一種，被IUCN列為極危保育類動物，分布於地中海突尼西亞、馬爾他及義大利海域，深度60至800公尺，體長可達52公分，棲息在沿海至大陸坡海域，為底棲性魚類，肉食性，以片腳類及甲殼類為食，卵生，卵囊為長方形，具有堅硬的角質觸鬚，生活習性不明。